# Capparis osmantha
Capparis osmantha là một loài thực vật có hoa trong họ Capparaceae. Loài này được Diels mô tả khoa học đầu tiên năm 1939.